# Godefroi Ier de Challant
 Godefroi ou Godefroy Ier de Challant  (également italianisé en Gotofredo di Challant) († 1265) seigneur de Challant 5e vicomte d'Aoste.

## Origine
Godefroy ou Godefroi Ier de Challant est le fils de Boson III de Challant et de Flandrina di Briandrate fille de Gotofredo II di Briandrate comte d'Ossola.

## Vicomte d'Aoste
Godefroi Ier qui porte le nom de son grand-père maternel est seigneur de Challant, de Fénis (cité pour la première fois dans le patrimoine familial sous le nom  Castrum Fenitii) en 1242, seigneur de Graines avec Saint-Marcel (fief qui comprend Ayas, Brusson le château de Graines et 2/3 de Gressoney) le 23 juillet 1263 par investiture de l'Abbé de Saint-Maurice d'Agaume coseigneur de Cly.
Après la mort de leur père en 1239 ; Godefroi et ses frères semblent avoir géré en indivision le patrimoine familial et la fonction de vicomte. En 1246 à la majorité du cadet Aymon (III) († mort vers 1277) un partage intervient entre eux Aymon III exerce la fonction vicomtale à Aoste pendant que Godefroi conserve le Château de Ville et celui de Saint-Martin et est qualifié de « Godefroi vicecomes de Challant » alors que le 3e frère Boson IV de Challant († 1259) est seigneur de Cly. Après la mort de Godefroi, Aimon III garde le titre vicomtale jusqu'à sa mort sans contestation des héritiers de son frère.
Avant d'avoir rendu hommage au comte de Savoie le 19 décembre 1242 avec ses frères Boson (IV) de Challant et Aymon (III) de Challant il s'était engagé à porter secours à son suzerain le comte lors de sa guerre avec Hugues de Bard et à ne pas conclure de trêve ou de paix avec ce dernier sans l'accord explicite du comte de Savoie.
Godefroi Ier est un bienfaiteur de l'Hospice du Grand Saint-Bernard à qui il fait une donation le 23 décembre 1254 et dans un acte de 1263 il se reconnait vassal de l'Abbé de Saint-Maurice d'Agaume pour certains de ses biens allodiaux : les terres près du château de Challant, la Montagne de la Palaisine, les terres de Voulon, la montagne de Soremont et la montagne de Fontesin. Il s'engage en outre à verser un service annuel de 20 sous et un plat de 40 sous à chaque mutation de vassal.

## Union et postérité
Godefroi Ier épouse en 1223 Béatrice de Genève, probable fille de Guillaume II comte de Genève et d'Alix de la Tour du Pin ou sa parente dont :
- Ébal Ier, héritier du titre de vicomte d'Aoste
- Pierre († 18 novembre 1287) chanoine et prévot de la cathédrale d'Aoste ; il élu archevêque de Lyon sous le nom de « Pierre III d'Aoste », mais il meurt avant d'être consacré.
- Boniface († 13 juin 1308), prêtre curé de Châtillon chanoine de la Cathédrale de Lyon en 1283 avec le titre honorifique de « Comte de Lyon ». évêque de Sion en 1289.
- Aymon († 1303), chanoine de la Cathédrale d'Aoste puis évêque d'Aoste (1272-1273) et de Verceil (1268-1303).